# Komplexně sdružená matice
V matematice je komplexně sdružená matice, která vzniká záměnou všech prvků dané komplexní matice za komplexně sdružená čísla. Zobrazení, které přiřazuje matici její komplexně sdruženou matici, je vždy bijektivní, lineární a je involucí. Mnoho parametrů komplexně sdružených matic, jako je stopa, determinant a vlastní čísla, jsou komplexně sdružené s odpovídajícími parametry výchozí matice.
Komplexně sdružená matice se například používá při definici hermitovské transpozice, která vzniká komplexním sdružením a transpozicí dané matice. Kromě toho se komplexně sdružená matice používá také při definici konjugované podobnosti matic.

## Definice
Je-li {\displaystyle {\boldsymbol {A}}\in \mathbb {C} ^{m\times n}} komplexní matice
{\displaystyle {\boldsymbol {A}}={\begin{pmatrix}a_{1,1}&\dots &a_{1,n}\\\vdots &&\vdots \\a_{m,1}&\dots &a_{m,n}\end{pmatrix}}}
pak odpovídající komplexně sdružená matice {\displaystyle {\bar {\boldsymbol {A}}}\in \mathbb {C} ^{m\times n}} je definovaná předpisem
{\displaystyle {\bar {\boldsymbol {A}}}={\begin{pmatrix}{\bar {a}}_{1,1}&\dots &{\bar {a}}_{1,n}\\\vdots &&\vdots \\{\bar {a}}_{m,1}&\dots &{\bar {a}}_{m,n}\end{pmatrix}}}
Někdy se komplexně sdružená matice značí {\displaystyle {\boldsymbol {A}}^{\ast }}, ačkoli tento symbol bývá užíván také pro hermitovskou transpozicí.

### Ukázka
Komplexně sdružená matice k matici:
{\displaystyle {\boldsymbol {A}}={\begin{pmatrix}1&2+\mathrm {i} &3-2\mathrm {i} \\4i&-5&-6-3\mathrm {i} \end{pmatrix}}\in \mathbb {C} ^{2\times 3}}
je matice:
{\displaystyle {\bar {\boldsymbol {A}}}={\begin{pmatrix}1&2-\mathrm {i} &3+2\mathrm {i} \\-4\mathrm {i} &-5&-6+3\mathrm {i} \end{pmatrix}}\in \mathbb {C} ^{2\times 3}}
Komplexně sdružená matice ke komplexní matici s reálnými prvky se shoduje s výchozí maticí.

## Vlastnosti
Pro všechny matice {\displaystyle {\boldsymbol {A}},{\boldsymbol {B}}\in \mathbb {C} ^{m\times n}}, {\displaystyle {\boldsymbol {C}}\in \mathbb {C} ^{n\times k}} a všechny skaláry {\displaystyle z\in \mathbb {C} }  platí:
{\displaystyle {\overline {z\cdot {\boldsymbol {A}}}}={\bar {z}}\cdot {\bar {\boldsymbol {A}}}}
{\displaystyle {\overline {{\boldsymbol {A}}+{\boldsymbol {B}}}}={\bar {\boldsymbol {A}}}+{\bar {\boldsymbol {B}}}}
{\displaystyle {\overline {{\boldsymbol {A}}\cdot {\boldsymbol {C}}}}={\bar {\boldsymbol {A}}}\cdot {\bar {\boldsymbol {C}}}}
{\displaystyle {\bar {\bar {\boldsymbol {A}}}}={\boldsymbol {A}}}
Uvedené identity vyplývají přímo z vlastností komplexně sdružených čísel. 
Zobrazení na množině {\displaystyle \mathbb {C} ^{m\times n}}, které matici {\displaystyle {\boldsymbol {A}}} přiřadí její komplexně sdruženou matici {\displaystyle {\bar {\boldsymbol {A}}}} má následující vlastnosti:
- je vždy bijektivní, lineární a je involucí,
- je automorfismem prostoru {\displaystyle \mathbb {C} ^{m\times n}} a také obecné lineární grupy {\displaystyle \operatorname {GL} (n,\mathbb {C} )} i maticového okruhu {\displaystyle \mathbb {C} ^{n\times n}}.

### Transpozice
Komplexně sdružená matice k transpozici matice se rovná transpozici komplexně sdružené matice:
{\displaystyle {\overline {{\boldsymbol {A}}^{\mathsf {T}}}}=\left({\bar {\boldsymbol {A}}}\right)^{\mathsf {T}}}
Uvedená matice se nazývá hermitovskou transpozicí matice {\displaystyle {\boldsymbol {A}}} a obvykle se značí {\displaystyle {\boldsymbol {A}}^{\mathsf {H}}}.

### Inverze
Komplexně sdružená matice k regulární matice {\displaystyle {\boldsymbol {A}}\in \mathbb {C} ^{n\times n}} je regulární. Pro komplexně sdruženou matici k inverzi regulární matice platí, že je rovna inverzi komplexně sdružené matice:
{\displaystyle {\overline {{\boldsymbol {A}}^{-1}}}=\left({\bar {\boldsymbol {A}}}\right)^{-1}}

### Exponenciála a logaritmus
Pro maticovou exponenciálu komplexně sdružené matice k čtvercové matici {\displaystyle {\boldsymbol {A}}\in \mathbb {C} ^{n\times n}} platí:
{\displaystyle \exp({\bar {\boldsymbol {A}}})={\overline {\exp {\boldsymbol {A}}}}}
Analogický vztah platí pro maticový logaritmus komplexně sdružené matice k regulární komplexní matici:
{\displaystyle \ln({\bar {\boldsymbol {A}}})={\overline {\ln {\boldsymbol {A}}}}}

### Vlastnosti
Pro hodnost komplexně sdružené matice k matici {\displaystyle {\boldsymbol {A}}\in \mathbb {C} ^{m\times n}} platí:
{\displaystyle \operatorname {rank} {\bar {\boldsymbol {A}}}=\operatorname {rank} {\boldsymbol {A}}}
Pro stopu komplexně sdružené matice k čtvercové matici {\displaystyle {\boldsymbol {A}}\in \mathbb {C} ^{n\times n}} platí:
{\displaystyle \operatorname {tr} {\bar {\boldsymbol {A}}}={\overline {\operatorname {tr} {\boldsymbol {A}}}}}
Pro determinant komplexně sdružené matice k čtvercové matice platí:
{\displaystyle \det {\bar {\boldsymbol {A}}}={\overline {\det {\boldsymbol {A}}}}}
Pro charakteristický polynom {\displaystyle {\bar {\boldsymbol {A}}}} z toho vyplývá:
{\displaystyle \chi _{\bar {\boldsymbol {A}}}(\lambda )=\det(\lambda \mathbf {I} -{\bar {\boldsymbol {A}}})=\det {\overline {({\bar {\lambda }}\mathbf {I} -{\boldsymbol {A}})}}={\overline {\det({\bar {\lambda }}\mathbf {I} -{\boldsymbol {A}})}}={\overline {\chi _{\boldsymbol {A}}({\bar {\lambda }})}}} .
Vlastní čísla {\displaystyle {\bar {\boldsymbol {A}}}} jsou komplexně sdružená k vlastním číslům matice {\displaystyle {\boldsymbol {A}}}. Příslušné vlastní vektory mohou být vybrány tak, že jsou komplexně sdružené k vlastním vektorům původní matice.

### Normy
Pro Frobeniovu normu a spektrální normu komplexně sdružené matice k matici {\displaystyle {\boldsymbol {A}}\in \mathbb {C} ^{m\times n}} platí {\displaystyle \|{\bar {\boldsymbol {A}}}\|_{F}=\|{\boldsymbol {A}}\|_{F}} a {\displaystyle \|{\bar {\boldsymbol {A}}}\|_{2}=\|{\boldsymbol {A}}\|_{2}}.
To platí také pro normy řádkových součtů a sloupcových součtů komplexně sdružené matice {\displaystyle \|{\bar {\boldsymbol {A}}}\|_{1}=\|{\boldsymbol {A}}\|_{1}} a {\displaystyle \|{\bar {\boldsymbol {A}}}\|_{\infty }=\|{\boldsymbol {A}}\|_{\infty }}.
Tyto maticové normy jsou proto zachovány při komplexním sdružení.

## Použití

### Speciální matice
Komplexně sdružené matice se v lineární algebře používají mimo jiné v následujících definicích:
- Hermitovská transpozice je matice, která vzniká komplexním sdružením a transpozicí dané komplexní matice: {\displaystyle {\boldsymbol {A}}^{\mathsf {H}}={\overline {{\boldsymbol {A}}^{\mathsf {T}}}}=({\bar {\boldsymbol {A}}})^{\mathsf {T}}}
- Hermitovská matice je komplexní čtvercová matice, jejíž transpozice se rovná její komplexně sdružené matici: {\displaystyle {\boldsymbol {A}}^{\mathsf {T}}={\bar {\boldsymbol {A}}}}
- Šikmá hermitovská matice je komplexní čtvercová matice, jejíž transpozice je rovna záporu jejího komplexně sdružené matici: {\displaystyle {\boldsymbol {A}}^{\mathsf {T}}=-{\bar {\boldsymbol {A}}}}
- Komplexní matice je reálná, právě když je rovna své komplexně sdružené matice: {\displaystyle {\boldsymbol {A}}={\bar {\boldsymbol {A}}}}

### Součin s komplexně sdruženou maticí
Pro komplexní číslo {\displaystyle z} je hodnota součinu {\displaystyle z{\bar {z}}} rovna druhé mocnině absolutní hodnoty čísla {\displaystyle z}, a proto je vždy reálná a nezáporná. Pro komplexní čtvercovou matici {\displaystyle {\boldsymbol {A}}\in \mathbb {C} ^{n\times n}} nemusí být matice {\displaystyle {\boldsymbol {A}}{\bar {\boldsymbol {A}}}} reálná. Determinant součinu {\displaystyle {\boldsymbol {A}}{\bar {\boldsymbol {A}}}} je nezáporné reálné číslo, protože z věty o součinu determinantů vyplývá:
{\displaystyle \det({\boldsymbol {A}}{\bar {\boldsymbol {A}}})=\det({\boldsymbol {A}})\cdot \det({\bar {\boldsymbol {A}}})=\det({\boldsymbol {A}})\cdot {\overline {\det({\boldsymbol {A}})}}} .
Vlastní čísla matice {\displaystyle {\boldsymbol {A}}{\bar {\boldsymbol {A}}}} jsou buď reálná, nebo tvoří dvojice komplexně sdružených čísel. Matice {\displaystyle {\boldsymbol {A}}{\bar {\boldsymbol {A}}}} se vyskytuje například při analýze komplexních symetrických matic.

### Analogie podobnosti
Teorie podobnosti matic vznikla jako výsledek studia lineárních zobrazení vzhledem k různým bázím. Následující ekvivalence (angl. consimilarity) odpovídá analogicky antilineárním zobrazením(en):  
Dvě čtvercové matice {\displaystyle {\boldsymbol {A}},{\boldsymbol {B}}\in \mathbb {C} ^{n\times n}} jsou ekvivalentní, existuje-li regulární matice {\displaystyle {\boldsymbol {S}}\in \mathbb {C} ^{n\times n}} taková, že platí: 
{\displaystyle {\boldsymbol {B}}={\boldsymbol {S}}^{-1}{\boldsymbol {A}}{\bar {\boldsymbol {S}}}}
Lze ukázat, že uvedený vztah platí pro dvě regulární matice {\displaystyle {\boldsymbol {A}},{\boldsymbol {B}}\in \mathbb {C} ^{n\times n}}, právě když matice {\displaystyle {\boldsymbol {A}}{\bar {\boldsymbol {A}}}} je podobná matici {\displaystyle {\boldsymbol {B}}{\bar {\boldsymbol {B}}}}.